# マキシム・ロペス
マキシム・ロペス（Maxime Lopez, 1997年12月4日 - ）は、フランス・マルセイユ出身のサッカー選手。ポジションはMF。パリFC所属。

## 経歴
スペイン人の父親とアルジェリア人の母親のもと、マルセイユに生まれ、2010年に地元のビュレルFCからオリンピック・マルセイユのアカデミーに移籍した。2014年7月にプロ契約を結び、2016年8月のEAギャンガン戦で途中から投入されトップチームにデビューを果たし、フロリアン・トヴァンのゴールをアシストした。
2020年10月5日、USサッスオーロ・カルチョへのローン移籍が発表された。2021年4月に完全移籍となり、2025年6月までの契約を結んだ。
2023年9月11日、ACFフィオレンティーナにレンタル移籍した。
2024年8月29日、パリFCに移籍した。

## 代表歴
フランス代表としてU-20代表でプレーした。